# Sail Away to Avalon
Sail Away to Avalon è un singolo del gruppo musicale olandese Ayreon, pubblicato nel 1995 come unico estratto dal primo album in studio The Final Experiment.

## Tracce
1. Sail Away to Avalon (Radio Edit) – 3:45
2. Charm of the Seer – 3:50
3. Nature's Dance – 2:33
4. Eyes of Time – 5:09

## Formazione
Musicisti
- Arjen Lucassen – chitarra, tastiera, cori
- Barry Hay – voce, flauto contralto
- Cleem Determeijer – organo Hammond, minimoog, mellotron, vocoder, oberheim, juno, clavicembalo, pianoforte, tastiera
- Ernst van Ee – batteria
- Mirjam van Doorn, Debby Schreuder, Rene Merkelbach – cori

Produzione
- Arjen Lucassen – produzione, missaggio
- Oscar Holleman – produzione, ingegneria del suono, missaggio
- Peter Brussee – mastering